# Karl Eduard von Bülow
Karl Eduard Freiherr von Bülow (* 17. November 1803 auf Gut Berg vor Eilenburg; † 16. September 1853 auf Schloss Oetlishausen (Kanton Thurgau)) war ein deutscher Novellendichter. Er entstammte dem mecklenburgischen Uradelsgeschlecht von Bülow. Sein Vater war der königlich-sächsische Major Ernst Freiherr von Bülow. Sein Sohn ist der Musiker Hans von Bülow.

## Leben

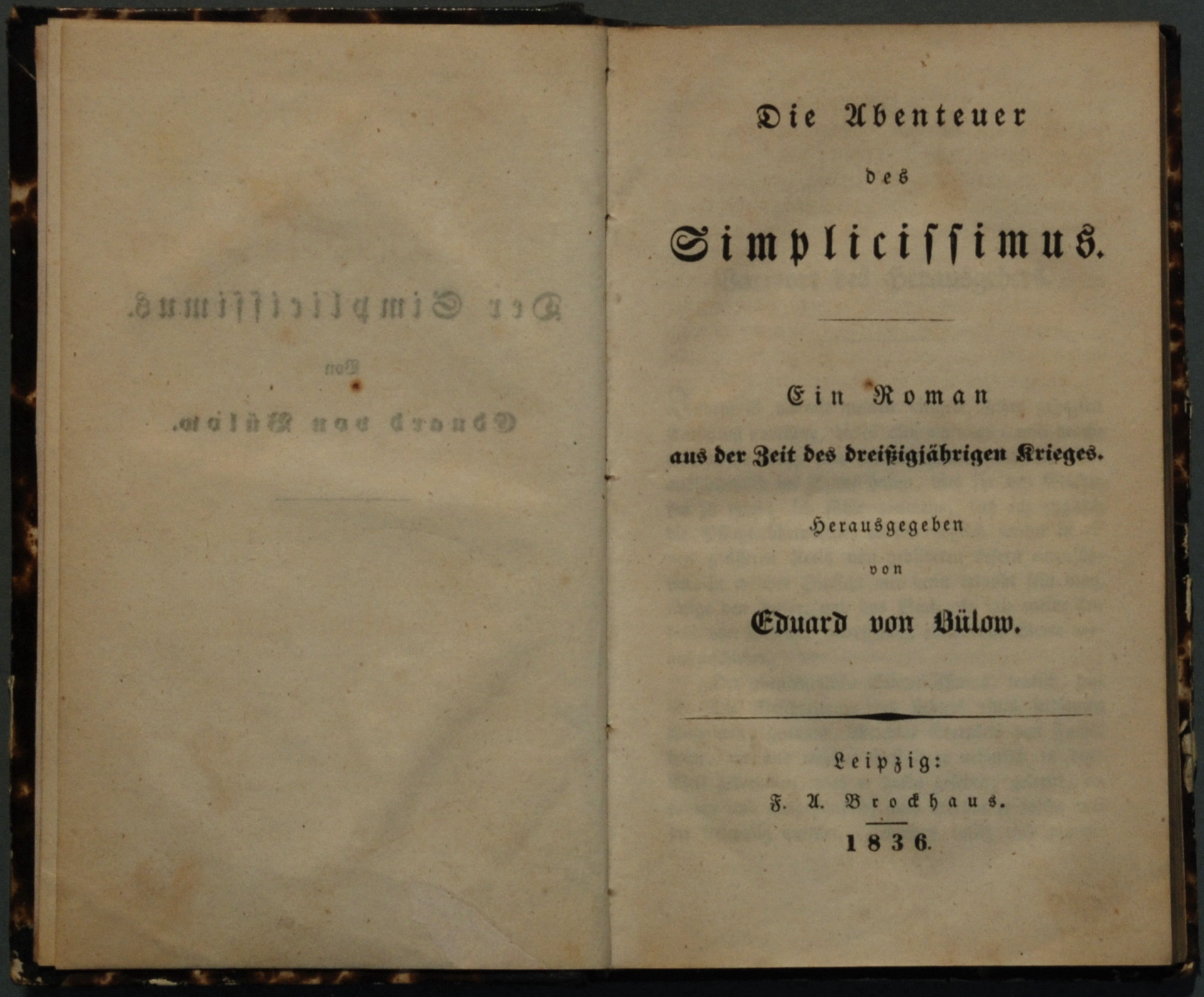
Karl Eduard von Bülows Simplicissimus-Bearbeitung 1836

Karl Eduard von Bülow wurde auf dem Gut Berg vor den Toren Eilenburgs geboren. Seine Taufe erhielt er am 27. November desselben Jahres von Pastor Franz Gotthard Abt, dem Vater des Liederkomponisten Franz Abt in der Pfarrkirche Sankt Marien.
1805 zog die Familie nach Dresden. Bülow studierte in Leipzig alte Sprachen. 1828 lernte er in Dresden den romantischen Schriftsteller Ludwig Tieck kennen, mit dem er ein Leben lang eine Freundschaft pflegte. Im selben Jahr ehelichte Bülow Franziska Elisabeth Stoll von Berneck (1800–1888). Der Ehe entstammten zwei Töchter und ein Sohn. Isidore (1833–1903) heiratete später den zwei Jahre älteren Victor von Bojanowski (1831–1892), während ihre Schwester Oda (* 10. November 1834; † 1876) als geisteskrank galt und vergleichsweise früh verstarb. Der einzige Sohn, Hans von Bülow (1830–1894), wurde ein weltberühmter Pianist und Dirigent.
Bülow trug als Herausgeber von Hans Jakob Christoffel von Grimmelshausen, Novalis, Heinrich von Kleist und  anderen wesentlich zur Frühgeschichte der Germanistik bei. Im Jahr 1846 übersiedelte Bülow mit seiner Familie in die Residenzstadt Stuttgart und ließ sich 1849 von seiner Frau scheiden. Noch im selben Jahr heiratete Bülow die Gräfin Luise Pauline Bülow von Dennewitz (* 27. Oktober 1813 in Berlin; † 26. Mai 1903 in Homburg vor der Höhe), eine ehemalige Hofdame der Prinzessin von Preußen und Tochter des Generals Friedrich Wilhelm Bülow von Dennewitz. Dieser Ehe entstammen zwei Söhne:
- Dietrich Wilhelm (* 4. August 1850; † 4. Mai 1929), Geheimer Justizrat ⚭ Elisabeth von Lade (* 12. Januar 1855; † 16. April 1929)
- Heinrich (* 1852; † 18. November 1870) bei Torcay gefallen

1850 kaufte Bülow das Schloss Oetlishausen im Schweizer Kanton Thurgau, wo er 1853 verstarb. Karl Eduard von Bülow war ein engagierter Befürworter der Märzrevolution 1848.
In seiner Heimatstadt Eilenburg ist die Von-Bülow-Straße nach ihm benannt.

## Werke (Auswahl)

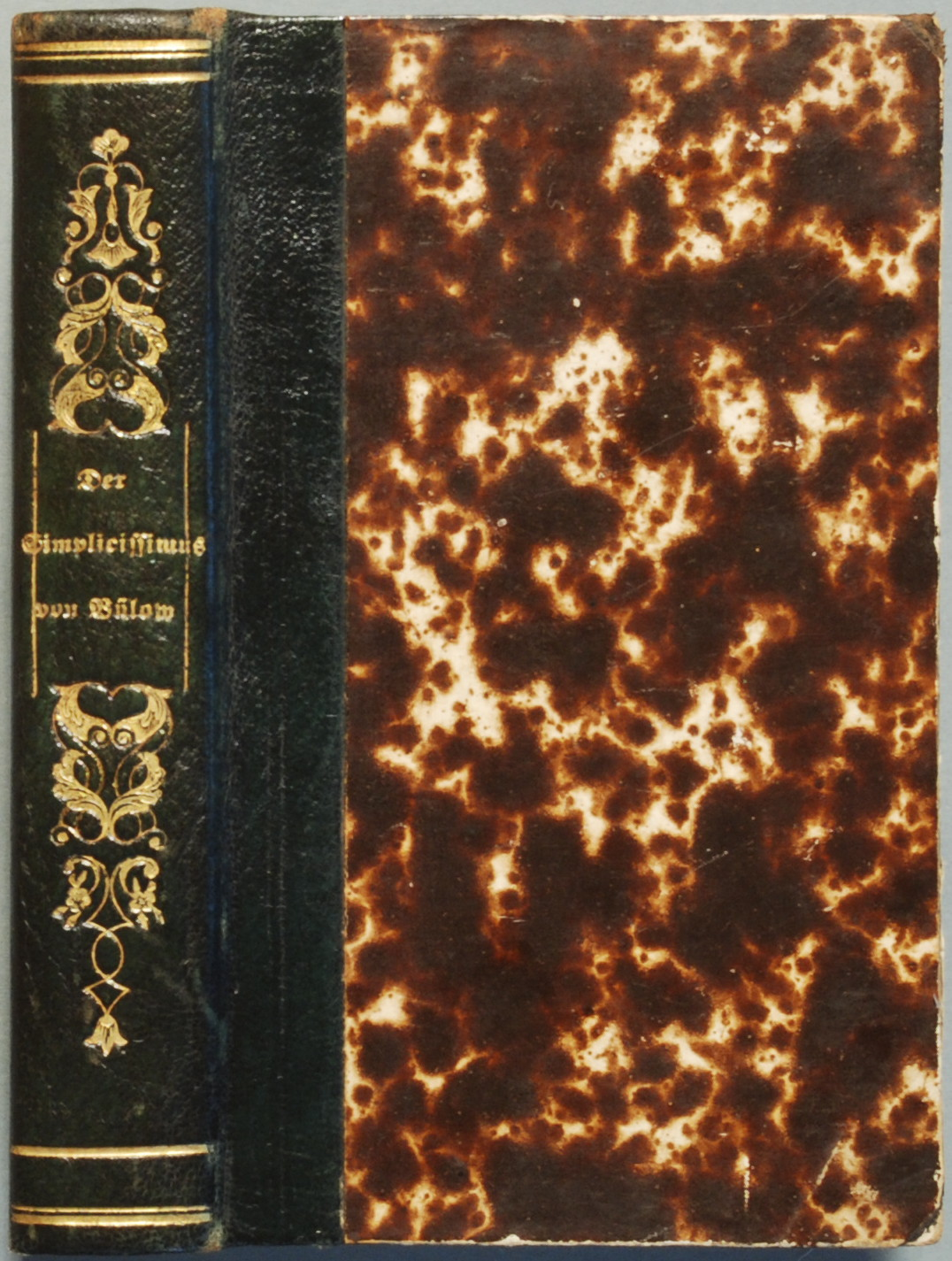
Zeitgenössischer Einband von Bülows Simplicissimus-Bearbeitung 1836

- Alt-Englische Schaubühne (u. a. zwei Übersetzungen von Christopher Marlowe)
  - Erstveröffentlichung: Reimer, Berlin 1831
  - Neuausgabe: Buchholz 2008, ISBN 978-3-933077-23-3
- Novellenbücher (1834–1836, 1841)
  - Das Novellenbuch; oder hundert Novellen [...]. Erster Theil, Leipzig, F. A. Brockhaus 1834. (mit einem Vorwort von Ludwig Tieck)
  - Das Novellenbuch; oder hundert Novellen [...]. Zweiter Theil, Leipzig, F. A. Brockhaus 1835. (mit einem Vorwort von Ludwig Tieck)
  - Das Novellenbuch; oder hundert Novellen [...]. Dritter Theil, Leipzig, F. A. Brockhaus 1836. (mit einem Vorwort von Ludwig Tieck)
  - Das Novellenbuch; oder hundert Novellen [...]. Vierter Theil, Leipzig, F. A. Brockhaus 1836. (mit einem Vorwort von Ludwig Tieck)
  - Das Neue Novellenbuch. Ester Theil, Braunschweig, Vieweg und Sohn 1841.
- Novellen (1846–1848)
  - Novellen. Erster Band, Stuttgart und Tübingen, Cotta 1846.
  - Novellen. Zweiter Band, Stuttgart und Tübingen, Cotta 1846.
  - Novellen. Dritter und letzter Band, Stuttgart und Tübingen, Cotta 1848.
- Die Abenteuer des Simplicissimus. Ein Roman aus der Zeit des dreißigjährigen Krieges. Herausgegeben von Eduard von Bülow, Leipzig, F. A. Brockhaus 1836.
- Eine Frühlingswanderung durch das Harzgebürge. Briefe und Novelle, Leipzig, Lehnhold 1836.
- Heinrich von Kleist's Leben und Briefe. Mit einem Anhange herausgegeben, Berlin, Wilhelm Besser 1848.

## Übersetzung
- Antoine-François Prévost: Geschichte der Manon Lescaut und des Chevalier Des Grieux. Aus dem Französischen übersetzt von Eduard von Bülow. Brockhaus, Leipzig 1842.[5]